# Prensa mecânica

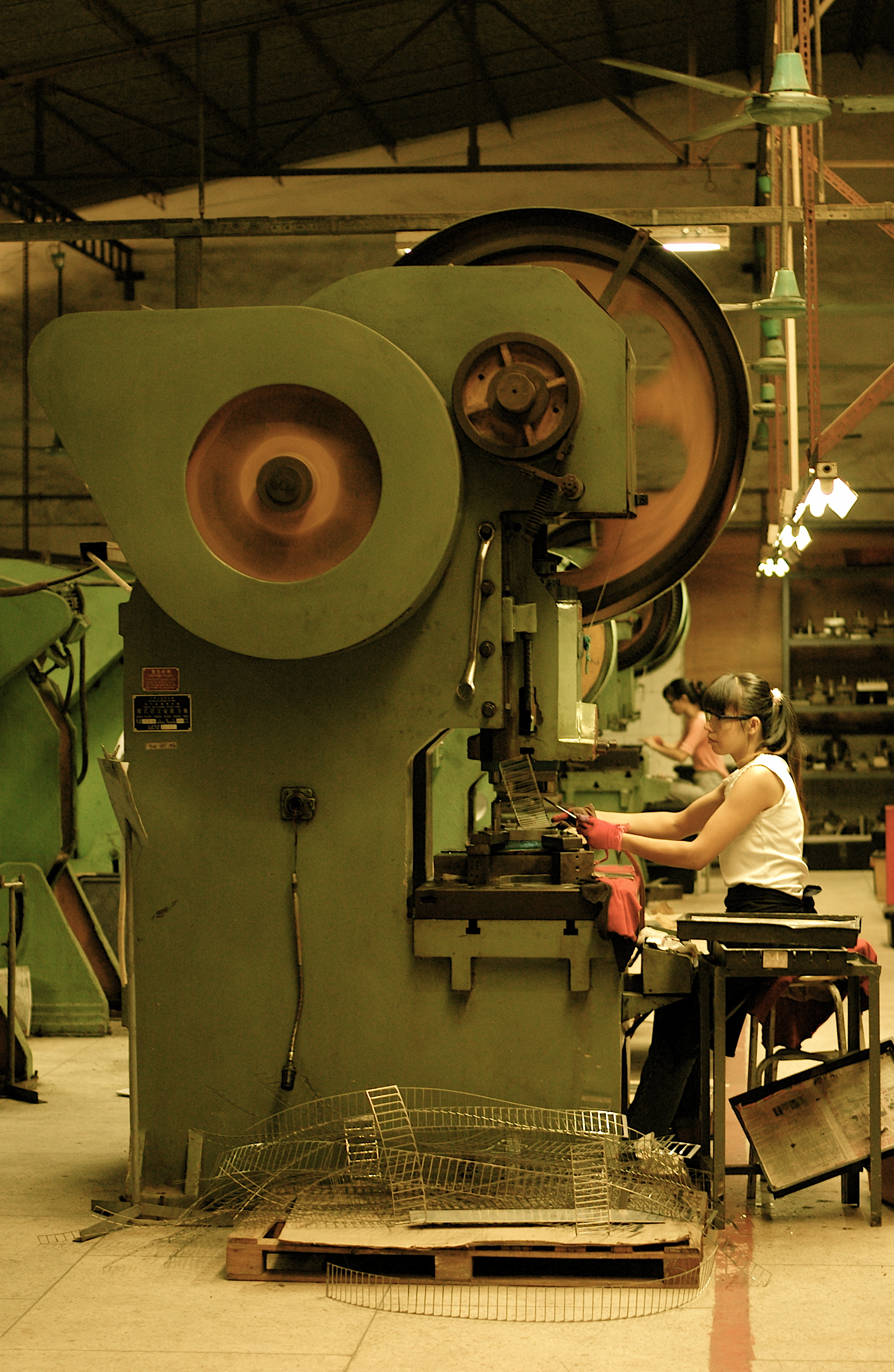
Prensa chinesa para fabricação de canivetes e facas

Prensa mecânica é um equipamento utilizado na área industrial ou em oficinas de manutenção em geral. 

## Descrição
Dependendo da matriz, que é acoplada na prensa, pode ser feito estampo, corte e furos, simultaneamente ou não. Este tipo de máquina é amplamente utilizado no ramo da metalurgia e cerâmico. Prensas mecânicas são usadas na conformação e corte e de materiais diversos.

É uma máquina que basicamente comprimi (prensa) uma matriz  contra o material a ser moldado ou cortado através de movimento de rotação total ou parcial. Pode ser movido pneumaticamente, com motor elétrico ou mecânico através de uma biela. 
A força gerada pelas prensas variam ao longo de seu percurso em função do ângulo de aplicação da força. Quanto mais próximo do ponto de impacto, maior será o torque. Como padrão aceito pelos fabricantes, as prensas possuem o ponto de força a cerca de 30 graus nas prensas de redução por engrenagem e em 20 graus nas de volante direto. 

## Segurança
Internacionalmente, a norma que especifíca os requisitos de segurança para a fabricação, montagem e operação de prensas mecânicas de rotação parcial e servo-movidas é a ISO 16092-2:2019.
Na Europa, a norma que rege as prensas mecânicas com embreagem de revolução parcial é a EN-692:2005 (Na Espanha UNE-EN692:2006 +A1:2009).
Já no Brasil, a norma que especifica os requisitos de segurança destas máquinas é a NR-12 - SEGURANÇA NO TRABALHO EM MÁQUINAS E EQUIPAMENTOS.
Atualmente, em diversos países, as prensas de revolução completa (também conhecida como embreagem mecância ou de chaveta) estão proibidas conforme as legislações vigentes.